# Рывок (фильм, 2010)
«Рывок» — казахстанский фильм, снятый режиссёром Каганатом Мустафиным. Премьера состоялась 10 февраля 2010 года.

## Сюжет
Баскетболист Канат получает тяжёлую травму колена, что, по мнению врачей, ставит крест на его спортивной карьере. Но он находит в себе силы пройти курс восстановления и вернуться на игровую площадку.

## В ролях
- Арстан Мырзагереев — Канат
- Асель Садвакасова — Макпал, девушка Каната
- Жан Байжанбаев — Виктор Иванович, заместитель директора баскетбольного клуба «Сункар»
- Мурат Бисембин — тренер в школе
- Григорий Эпштейн — таксист
- Гоша Куценко — дядя Дима, тренер по восстановлению
- Назим Хаиров — Нурик, друг Каната
- Тимур Балбаев — Шарабаев
- Гульнара Дусматова — мать Каната
- Салтанат Бакаева — сестра Каната
- Ольга Шишигина — тренер баскетбольного клуба «Скиф»
- Андрей Цупиков — тренер баскетбольного клуба «Сункар»
- Меруерт Утекешева — бабушка Нурика
- Дмитрий Скирта — хирург
- Айгерим Жексембинова — девушка в бассейне
- Аманжол Айтуаров
- Карлыгаш Мухамеджанова
- Нуртас Адамбаев — комментатор

## Награды
Картина стала призёром в номинации «Лучший художественный фильм о спорте» на международном кинофестивале спортивных фильмов «Атлант 2011», призёром в номинации «Лучший художественный фильм» на международном кинофестивале спортивных фильмов «All Sports Los Angeles Film Festival 2011», была удостоена приза жюри на международном кинофестивале «Ступени 2012».